# Oskar Wutsdorff
Oskar Friedrich Heinrich Wutsdorff (* 24. August 1850 in Neufahrwasser bei Danzig; † 4. März 1926 in Berlin) war ein deutscher Architekt und preußischer Baubeamter.

## Laufbahn
Oskar Wutsdorff legte 1876 die Bauführerprüfung (das erste Staatsexamen im Baufach) ab und begann den Vorbereitungsdienst als Regierungsbauführer (Referendar). 1883 wurde er nach dem bestandenen zweiten Staatsexamen zum Regierungsbaumeister (Assessor) ernannt. Später arbeitete er als Garnison-Bauinspektor und technischer Hilfsarbeiter in der Bauabteilung des preußischen Kriegsministeriums in Berlin. 1892 wurde er nach Schwerin versetzt.

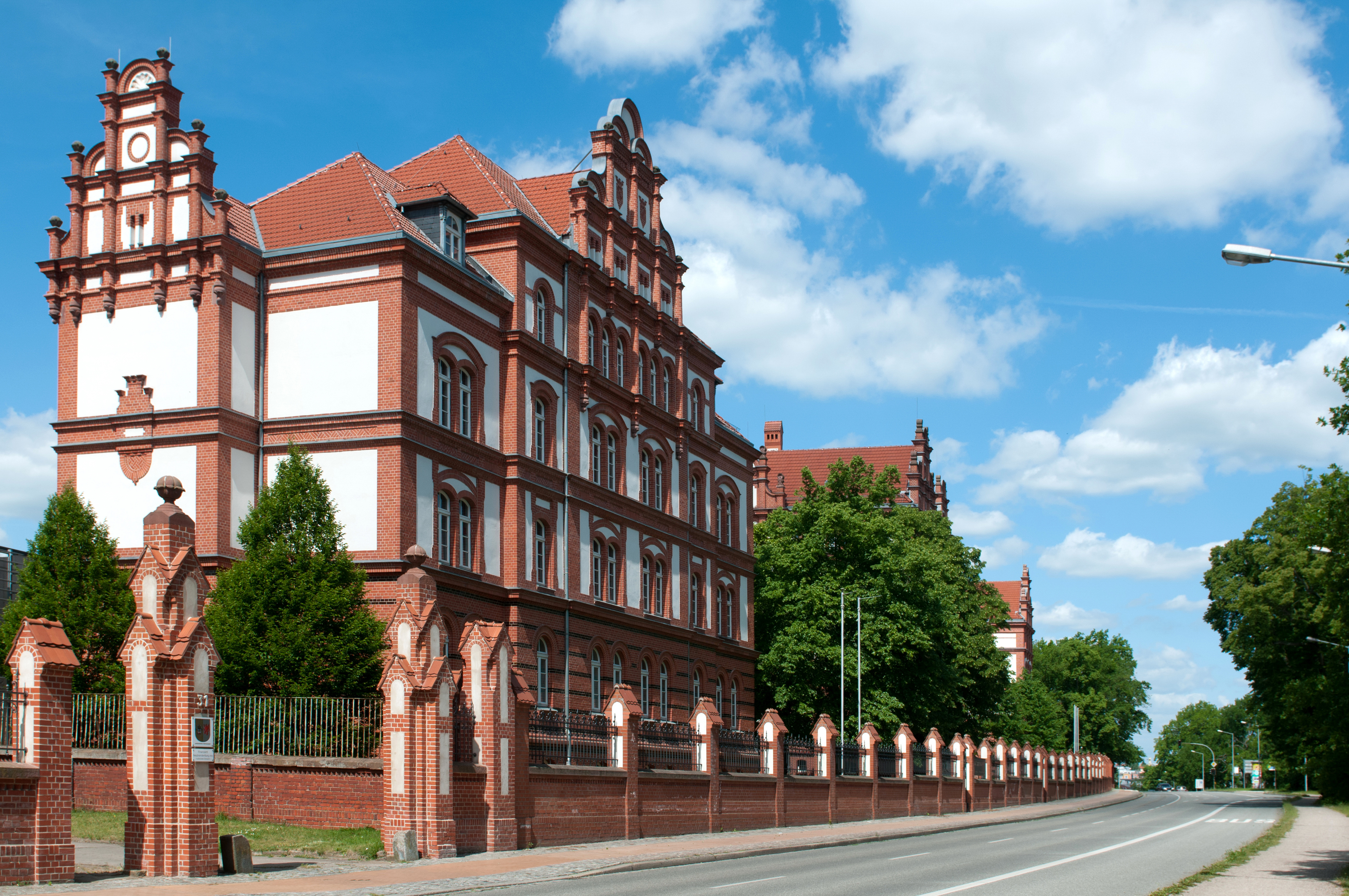
Artilleriekaserne in Schwerin, heute Landesbibliothek

Von 1897 bis 1900 übernahm er dort Planung und Beaufsichtigung bei der Bauausführung von Gebäuden für das Großherzoglich Mecklenburgisches Feldartillerie-Regiment Nr. 60, die IV. Abteilung des Holsteinischen Feldartillerie-Regiments Nr. 24 sowie weitere Regimentsgebäude. 1901 wurde er von der Intendantur des Gardecorps zur Intendantur des XV. Armee-Korps versetzt, zur Wahrnehmung der Geschäfte eines Intendantur- und Baurats.
Beim Neubau der Kasernen für das Kaiser Alexander Garde-Grenadier-Regiment Nr. 1 in Berlin, Am Kupfergraben, übernahm er 1899 zusammen mit Regierungsbaumeister Curt Seemann die Bauleitung und für den Neubau der Kasernen für das Kaiser Alexander-Garde-Grenadier-Regiment in Berlin, Alexanderstraße 56, erstellte er zusammen mit Baurat Josef Wieczorek die Entwürfe und war von August bis Oktober 1901 auch für die Ausführung verantwortlich. 1904 wurde er zur Intendantur der militärischen Institute und 1906 in die Bauabteilung des Kriegsministeriums versetzt. 1908 wurde ihm der Charakter eines Geheimen Baurats verliehen. 1910 wurde er zum Vortragenden Rat im Kriegsministerium ernannt. Es folgten 1914 die Ernennung zum Geheimen Oberbaurat und 1915 zum Chef der Bauabteilung des Kriegsministeriums sowie zum ordentlichen Mitglied der Preußischen Akademie des Bauwesens.
1919 wurde er in den Ruhestand versetzt.

## Familie
Mit seiner Frau Elisabeth, die er 1884 heiratete, hatte er mehrere Kinder.

## Ehrungen
- 1900: Ritterkreuz des großherzoglich mecklenburgischen Hausordens der Wendischen Krone[16]
- 1900: königlich preußischer Roter Adlerorden IV. Klasse[17]
- 1909: königlich preußischer Kronen-Orden III. Klasse[18]
- 1913: königlich preußischer Roter Adlerorden III. Klasse[19]
- 1914: Offizierskreuz des königlich sächsischen Albrechts-Ordens[20]
- 1915: Eisernes Kreuz II. Klasse[21]